# 5465 Chumakov
5465 Chumakov eller 1986 RF13 är en asteroid i huvudbältet som upptäcktes den 9 september 1986 av den rysk-sovjetiska astronomen Ljudmila Karatjkina vid Krims astrofysiska observatorium på Krim. Den är uppkallad efter mikrobiologen Michail Tjumakov.
Asteroiden har en diameter på ungefär sju kilometer och den tillhör asteroidgruppen Koronis.